# Campeonato Sudamericano de Campeones

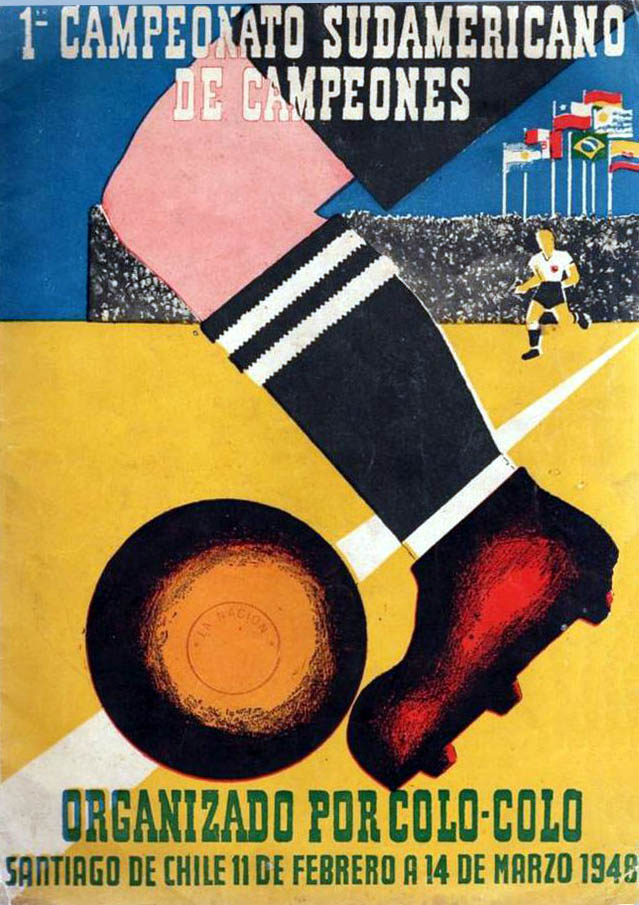
Poster

Das Campeonato Sudamericano de Campeones, portugiesisch Campeonato Sul-Americano de Campeões, deutsch Südamerikanische Meisterschaft der Meister, war ein südamerikanischer Vereinsfußballwettbewerb der zwischen den Meistervereinen von sieben Ländern im Februar und März 1948 in Santiago de Chile ausgetragen wurde. Das Turnier wurde vom chilenischen Meisterverein CSD Colo-Colo ausgerichtet. Sieger und damit erster Südamerikameister wurde CR Vasco da Gama aus Brasilien.
1996 wurde das Turnier vom südamerikanischen Verband CONMEBOL  nachträglich als inoffizieller Vorläufer der Copa Libertadores anerkannt. Dies ermöglichte Vasco da Gama die Teilnahme an der Supercopa Sudamericana 1997, einem Wettbewerb zwischen allen früheren Südamerikameistern.

## Geschichte
Regelmäßige übernationale Vereinswettbewerbe in Südamerika gehen auf die Copa Comeptencia zwischen Vereinen aus Argentinien und Uruguay zurück, die erstmals 1905 ausgetragen wurde. Diese mündete wiederum in die Copa Aldao, einen Pokal zwischen den Meistervereinen beider Länder, der ab 1913 bis in die 1950er Jahre mehr oder weniger regelmäßig ausgespielt wurde. Weitergehende Wettbewerbe waren aber über lange Zeit hinweg aufgrund der großen Distanzen nicht denkbar. Selbst innerhalb einiger Länder erwiesen sich die Entfernungen als zu groß für nationale Meisterschaften. Bolivien und Brasilien führten den ersten nationalen Wettbewerb Ende der 1950er Jahre ein, Peru gar erst 1966.
1929 wurden von Leitern des uruguayischen Spitzenvereins Nacional Montevideo erstmals konkretere Gedanken zu einer Südamerikanischen Vereinsmeisterschaft gehegt, die darin mündeten, dass 1946 über die Geographie eines potentiellen Schauplatzes für ein Turnier, bei dem auch Vizemeister teilnehmen sollten, nachgedacht wurde. Es war schließlich Robinson Alvarez Marín, der Präsident des chilenischen Spitzenvereins Colo-Colo der zu einem Turnier in Santiago, der Hauptstadt seines Heimatlandes, zu Anfang des Jahres 1948 einlud.
Das Turnier, das Campeonato Sudamericano de Campeones, die Südamerikanische Meisterschaft der Meister wurde zu einem großen Erfolg. In den 21 Spielen fielen 76 Tore und damit 3,62 pro Partie. Durchschnittlich 39.549 Zuschauer verfolgten die Spiele und sorgten für eine Bruttoeinnahme von 9.493.483 Pesos.

## Teilnehmer
- CSD Colo-Colo – Chilenischer Meister 1947 und Gastgeber
- Club Sport Emelec – aus Ecuador, eingeladen, da noch keine nationale Meisterschaft
- CD Litoral – Meister der bolivianischen Hauptstadt La Paz von 1947, da noch keine nationale Meisterschaft
- Deportivo Municipal – Peruanischer Vizemeister 1947
- Nacional Montevideo – Uruguayischer Meister 1947
- River Plate – Argentinischer Meister 1947
- CR Vasco da Gama – Staatsmeister von Rio de Janeiro 1947 (unbesiegt)

Anmerkungen:
- Deportivo Municipal nahm an Stelle des peruanischen Meisters Atlético Chalaco teil.
- Vasco da Gama, Meister von Rio de Janeiro, wurde als brasilianischer Vertreter entsandt da kein nationaler Meisterschaftswettbewerb bestand. Vorzug gegenüber dem Meister von São Paulo Palmeiras wurde gegeben, da die Staatsauswahl von Rio 1946 die Brasilianische Meisterschaft der Staatsauswahlmannschaften gewann und damit als stärker erachtet wurde.

## Turnierverlauf

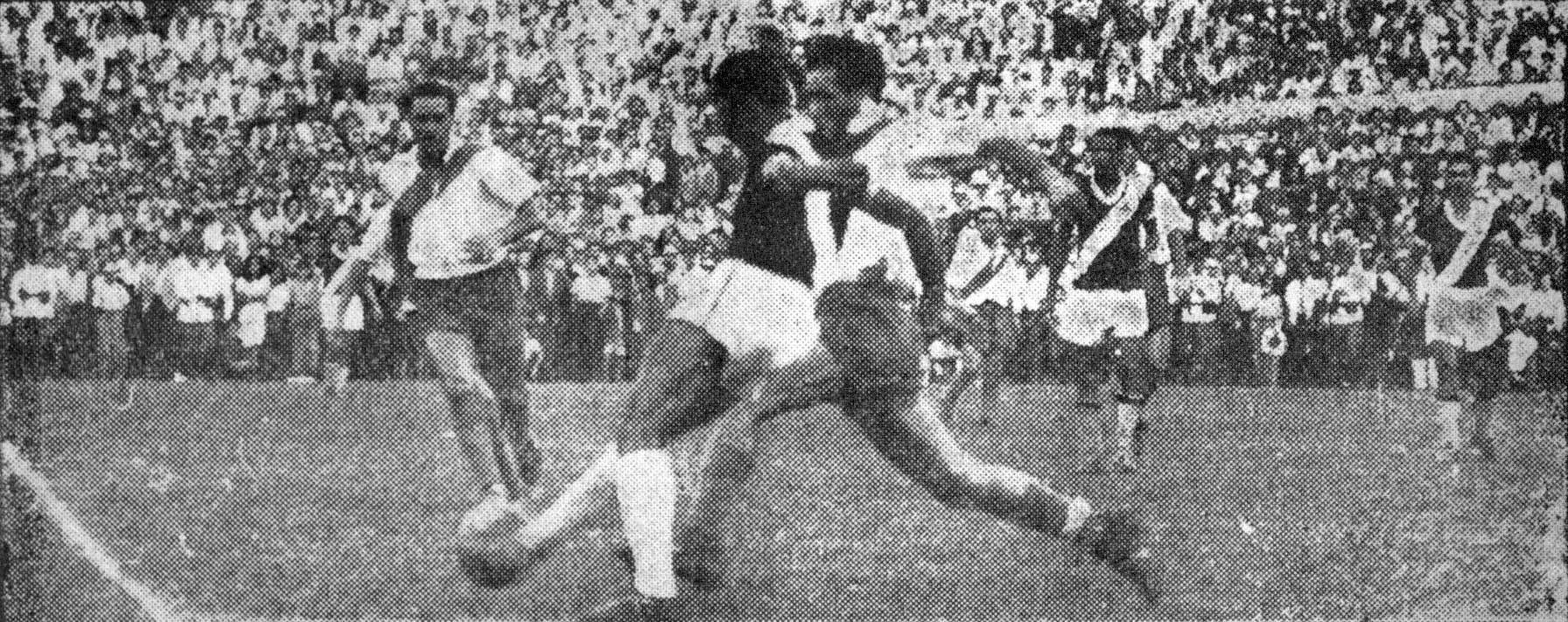
Vasco – River: Muñoz im Zweikampf, links Moreno

Favorit war der argentinische Meister River Plate, der in jener Zeit über eine der herausragenden Vereinsformationen der Fußballgeschichte, bekannt als La Maquina, verfügte. Namen wie Juan Carlos Muñoz, José Manuel Moreno, Néstor Rossi, Ángel Labruna, Félix Loustau und der aufstrebende Star Alfredo Di Stéfano haben noch heute einen guten Klang.
Herausforderer war der aus Brasilien angereiste Meister von Rio de Janeiro Vasco da Gama, trainiert von Flávio Costa, dem Meisterschüler Izidor Kürschners. Angeführt von Augusto und Ely, und mit gefährlichen Stürmern wie Ademir de Menezes, Friaça und dem jungen Francisco „Chico“ Aramburu waren sie dennoch ein unbeschriebenes Blatt, denn bis dahin konnte noch keine brasilianische Mannschaft einen bedeutenderen Erfolg im Ausland erzielen.
Berechtigte Hoffnungen machte sich auch Nacional Montevideo, über Jahrzehnte hinweg getestet im Kampf gegen die besten argentinischen Mannschaften. Nachdem Nacional bereits im ersten Spiel gegen den peruanischen Vizemeister Deportivo Municipal nur knapp mit 3:2 die Oberhand behielt, folgte die Ernüchterung bereits im zweiten Turnierspiel gegen Vasco. Beim Sturmlauf der Cariocas konnte der uruguayische Star Walter Gómez kurzfristig den Ausgleich erzielen, am Ende hieß es aber 4:1 für die Brasilianer, obwohl deren Sturmführer Ademir de Menezes mit einem Beinbruch vorzeitig ausschied – und damit für den Rest des Turniers ausfiel.
Nacional hielt sich im nächsten Spiel gegen Litoral aus der bolivianischen Hauptstadt La Paz mit einem 3:1-Sieg schadlos, und nach einem klaren 3:0-Sieg gegen den Favoriten River Plate keimten die Hoffnungen auf einen Turniersieg wieder auf. Doch nach einem 0:3 gegen die Gastgeber Colo-Colo im darauf folgenden Spiel lag deren Schicksal aber nicht mehr in den Händen der Uruguayer.
Nachdem Vasco in seinem vorletzten Turnierspiel bei einem 1:1 gegen die Gastgeber den ersten Punkt verloren hatte, kam es nun am 14. März zu einem quasi Endspiel gegen River, das sich nach der Niederlage gegen Nacional keinen weiteren Ausrutscher erlaubte, aber nun einen Sieg brauchte, um die erste Südamerikameisterschaft für sich zu entscheiden.
An diesem Sonntagabend kam es zu einer offenen, kampfbetonten Partie zwischen den Millonarios aus Buenos Aires und der Mannschaft aus Rio, die sich anschickte, zum legendären Expresso da Vitória zu werden. Beide Torhüter – sowohl der als nur mittelmäßig eingestufte Hector Grisetti von River, als auch Moacyr Barbosa, dem zwei Jahre später, wohl zu Unrecht, die Schuld an der brasilianischen Niederlage im WM-Finale von 1950 aufgebürdet wurde – bekamen häufig Gelegenheit, sich auszuzeichnen. Einem Treffer Chicos, einem der herausragenden Akteure auf dem Platz, wurde vom uruguayischen Schiedsrichter Nobel Valentini die Anerkennung verweigert und Mitte der zweiten Halbzeit verwies er ihn nach einer Rangelei mit dem Argentinier Méndez zusammen mit diesem gar des Feldes. Das Spiel endete torlos, womit die Malteserkreuzer unbesiegt zum ersten Meister Südamerikas wurden.

## Spiele und Abschlusstabelle

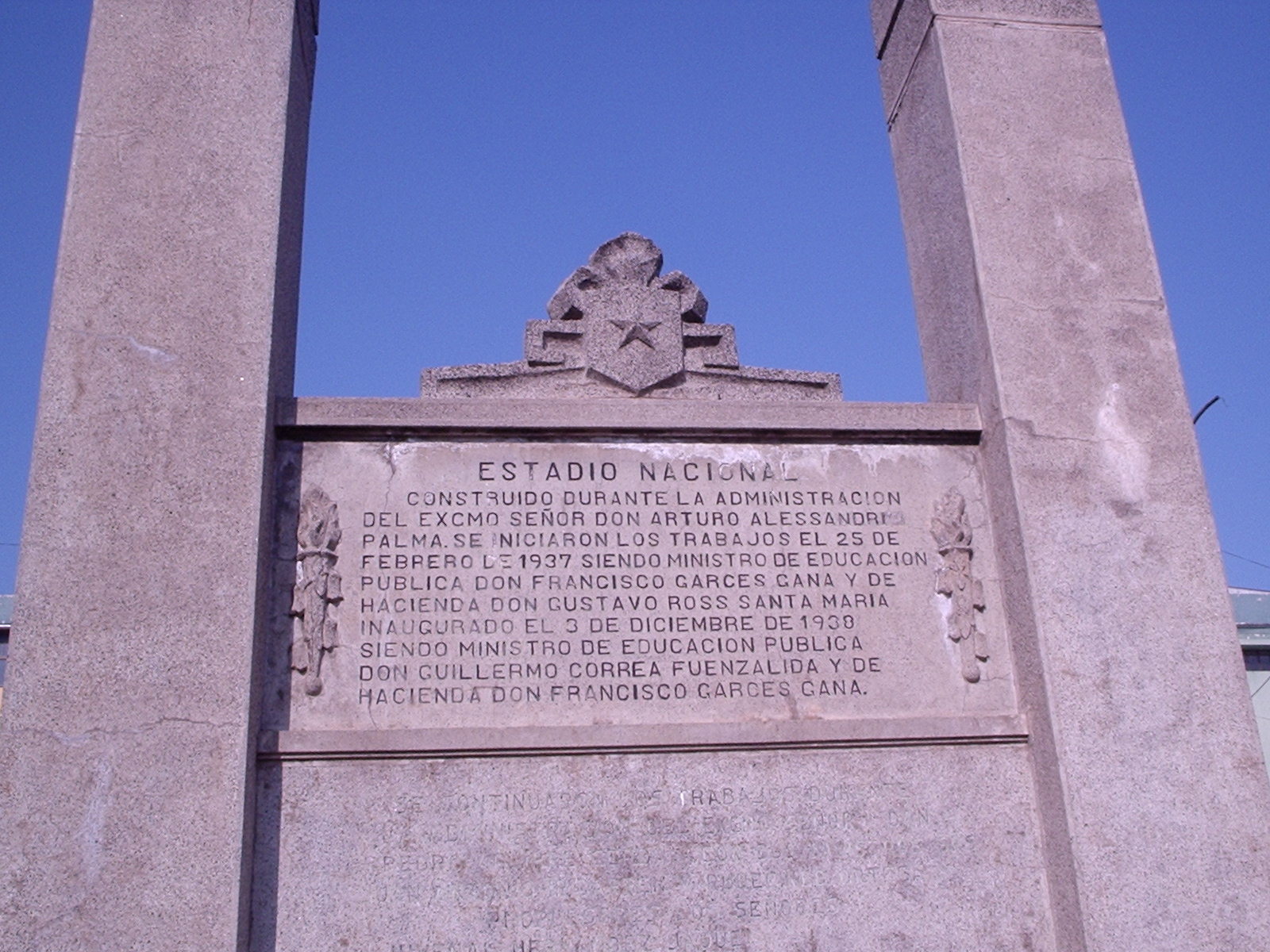
Estadio Nacional de Chile

| \| Pl. \| Verein \| Sp. \| S \| U \| N \| Tore \| Diff. \| Punkte \| \| --- \| ------------------- \| --- \| - \| - \| - \| ------- \| ----- \| ------ \| \| 1. \| CR Vasco da Gama \| 6 \| 4 \| 2 \| 0 \| 012:300 \| +9 \| 10:20 \| \| 2. \| River Plate \| 6 \| 4 \| 1 \| 1 \| 012:400 \| +8 \| 09:30 \| \| 3. \| Nacional Montevideo \| 6 \| 4 \| 0 \| 2 \| 016:110 \| +5 \| 08:40 \| \| 4. \| Deportivo Municipal \| 6 \| 3 \| 0 \| 3 \| 012:110 \| +1 \| 06:60 \| \| 5. \| CSD Colo-Colo \| 6 \| 2 \| 2 \| 2 \| 011:110 \| ±0 \| 06:60 \| \| 6. \| CD Litoral \| 6 \| 1 \| 0 \| 5 \| 009:180 \| −9 \| 02:10 \| \| 7. \| Club Sport Emelec \| 6 \| 0 \| 1 \| 5 \| 004:180 \| −14 \| 01:11 \| |                     |     |   |   |   |         |       |        |
| Pl. | Verein              | Sp. | S | U | N | Tore    | Diff. | Punkte |
| 1. | CR Vasco da Gama    | 6   | 4 | 2 | 0 | 012:300 | +9    | 10:20  |
| 2. | River Plate         | 6   | 4 | 1 | 1 | 012:400 | +8    | 09:30  |
| 3. | Nacional Montevideo | 6   | 4 | 0 | 2 | 016:110 | +5    | 08:40  |
| 4. | Deportivo Municipal | 6   | 3 | 0 | 3 | 012:110 | +1    | 06:60  |
| 5. | CSD Colo-Colo       | 6   | 2 | 2 | 2 | 011:110 | ±0    | 06:60  |
| 6. | CD Litoral          | 6   | 1 | 0 | 5 | 009:180 | −9    | 02:10  |
| 7. | Club Sport Emelec   | 6   | 0 | 1 | 5 | 004:180 | −14   | 01:11  |

| 11.02.              |     |                     |
| CSD Colo-Colo       | 2:2 | Club Sport Emelec   |
| 14.02.              |     |                     |
| CR Vasco da Gama    | 2:1 | CD Litoral          |
| 14.02.              |     |                     |
| Nacional Montevideo | 3:2 | Deportivo Municipal |
| 18.02.              |     |                     |
| River Plate         | 4:0 | Club Sport Emelec   |
| 18.02.              |     |                     |
| CR Vasco da Gama    | 4:1 | Nacional Montevideo |
| 21.02.              |     |                     |
| River Plate         | 2:0 | Deportivo Municipal |
| 21.02.              |     |                     |
| CSD Colo-Colo       | 4:2 | CD Litoral          |
| 25.02.              |     |                     |
| Nacional Montevideo | 3:1 | CD Litoral          |
| 25.02.              |     |                     |
| CR Vasco da Gama    | 4:0 | Deportivo Municipal |
| 28.02.              |     |                     |
| CR Vasco da Gama    | 1:0 | Club Sport Emelec   |
| 28.02.              |     |                     |
| Deportivo Municipal | 3:1 | CSD Colo-Colo       |
| 03.03.              |     |                     |
| CD Litoral          | 3:1 | Club Sport Emelec   |
| 03.03.              |     |                     |
| Nacional Montevideo | 3:0 | River Plate         |
| 08.03.              |     |                     |
| Deportivo Municipal | 4:0 | Club Sport Emelec   |
| 08.03.              |     |                     |
| CSD Colo-Colo       | 1:1 | CR Vasco da Gama    |
| 09.03.              |     |                     |
| River Plate         | 5:1 | CD Litoral          |
| 09.03.              |     |                     |
| CSD Colo-Colo       | 3:2 | Nacional Montevideo |
| 14.03.              |     |                     |
| Nacional Montevideo | 4:1 | Club Sport Emelec   |
| 14.03.              |     |                     |
| CR Vasco da Gama    | 0:0 | River Plate         |
| 17.03.              |     |                     |
| Deportivo Municipal | 3:1 | CD Litoral          |
| 17.03.              |     |                     |
| River Plate         | 1:0 | CSD Colo-Colo       |

## Das entscheidende Spiel
| River Plate                                                                          | River Plate | CR Vasco da Gama | CR Vasco da Gama |
| ------------------------------------------------------------------------------------ | --- | --- | ---------------- |
| River Plate                                                                          | \| Sonntag, 14. März 1948 um 19:00 Uhr in Santiago de Chile (Estadio Nacional de Chile) \| \| Ergebnis: 0:0 \| \| Zuschauer: 52.000 \| \| Schiedsrichter: Nobel Valentini ( Uruguay) \|                                                                        | \| Sonntag, 14. März 1948 um 19:00 Uhr in Santiago de Chile (Estadio Nacional de Chile) \| \| Ergebnis: 0:0 \| \| Zuschauer: 52.000 \| \| Schiedsrichter: Nobel Valentini ( Uruguay) \| | CR Vasco da Gama |
| River Plate                                                                          | Hector Grisetti – Ricardo Vaghi, Rodriguez – Norberto Yácono (45. Osvaldo Méndez), Néstor Rossi, José Ramos (7. Ferrari) – Reyes (45. Juan Carlos Muñoz), José Manuel Moreno, Alfredo Di Stéfano, Ángel Labruna, Félix Loustau Cheftrainer: José María Minella | Moacyr Barbosa – Augusto, Wilson (Ramón Rafagnelli) – Ely, Danilo Alvim, Jorge – Djalma, Maneca, Friaça, Ismael, Chico Cheftrainer: Flávio Costa                                        | CR Vasco da Gama |
| River Plate                                                                          | Platzverweis: Méndez 29. (39.?) | Platzverweis: Chico 29. (39.?) | CR Vasco da Gama |
| Sonntag, 14. März 1948 um 19:00 Uhr in Santiago de Chile (Estadio Nacional de Chile) | | |                  |
| Ergebnis: 0:0                                                                        | | |                  |
| Zuschauer: 52.000                                                                    | | |                  |
| Schiedsrichter: Nobel Valentini ( Uruguay)                                           | | |                  |

Im Turnierverlauf setzte Vasco da Gama auch die folgenden Spieler ein:
- Fausto Barcheta (Tor), Moacir, Nestor, Ademir de Menezes, Dimas, Lelé